# Neumarkttor

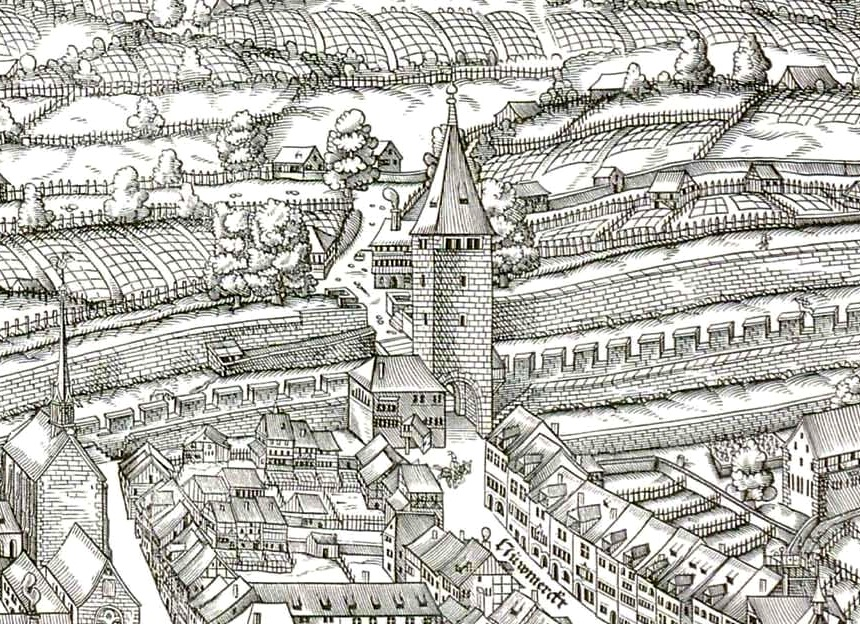
Das Neumarkttor
auf dem Murerplan 1576

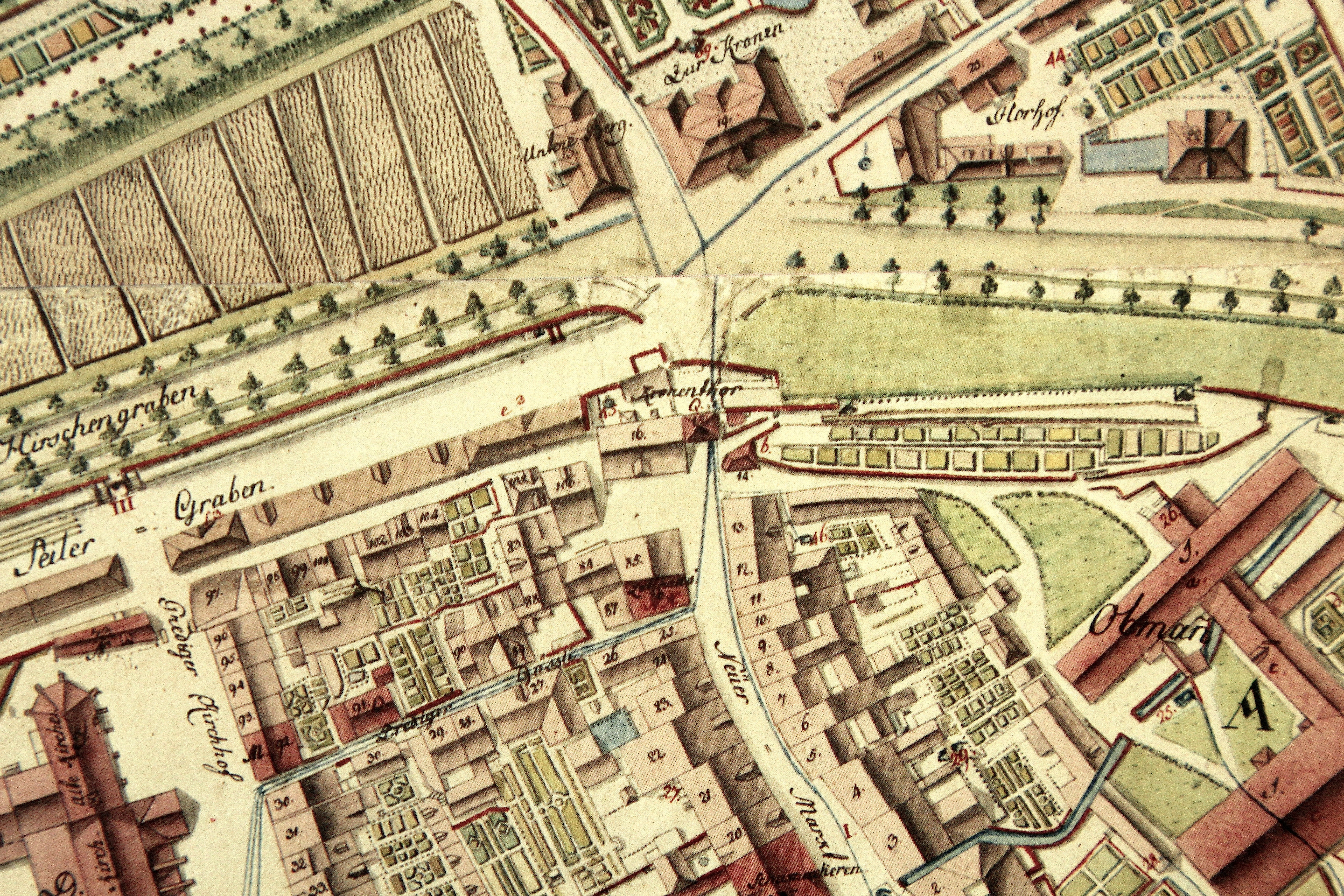
Lage des Neumarkttors
auf dem Müllerplan 1793

Der Neumarktturm und das Neumarkttor waren ein Teil der rechtsufrigen Stadtbefestigung von Zürich. Die Anlage stand gegenüber dem Rechberghaus an der Abzweigung zum Neumarkt am Hirschengraben. Die Festungsanlage wurde später auch «Kronentor» genannt, ist aber nicht mit der Kronenporte zu verwechseln, die weiter oben an der Stelle des heutigen Zoologischen Museums stand und zur dritten Stadtbefestigung aus dem 17. Jahrhundert gehörte.

## Geschichte
Durch das Neumarkttor führte die «Obere Strasse» nach Schwamendingen und Winterthur und über den Zürichberg Richtung Zürcher Oberland und Kyburg. 1257 wurde das Tor in einem Steuerrodel erstmals erwähnt. 1340 erscheint es als Nünmargtsturm und seit 1637 als Neumarktstor, benannt nach dem westlich angrenzenden Neumarkt.
Der Turm war mit einem Wächter besetzt und hatte im 16. Jahrhundert ständig geöffnet und besetzt zu sein. 1575 wurde das Tor durch drei Büchsenschützen und zwei Hakenbüchsen bewaffnet. 1589 wurde es mit einer Fallbrücke versehen. Von 1629 bis 1638 wurde ein zwingerartiges Vorwerk zur Verstärkung der mittelalterlichen Stadtbefestigung errichtet. Seither taucht auch der Name «Kronentor» auf. Der Name stammt vom Wirtshaus «Zur Krone», das gegenüber dem Tor ausserhalb der Stadtmauer stand. An der Stelle dieses Wirtshauses steht heute das «Haus zum Rechberg» am Hirschengraben 40.
An den Turm nördlich angebaut war das alte Haus «Zum Kronentor». Das Tor war mit einer reichverzierten Uhr, Zürcher Schild, Löwen und Reichswappen ausgestattet. 1827/1828 wurde der ganze Komplex wegen drohender Einsturzgefahr abgebrochen. An der Ecke Hirschengraben/Neumarkt steht heute das Haus «Zum Kronentor», erbaut 1833 von Hans Conrad Stadler.

## Turm
Die grabenseitige Front des 29 Meter hohen Turmes verlief in der Flucht der Stadtmauer. Seine Grundfläche betrug 6,6 × 7,5 Meter. Ein Spitzbogen bildete die Durchfahrt. Das Erdgeschoss und die Eckverbände waren aus Buckelquadern gefügt. Die Belichtung erfolgte durch rechteckige Fenster, auf der Grabenseite durch schmale Fensterschlitze. Die Baumerkmale lassen auf eine Erbauung um 1250 schliessen.

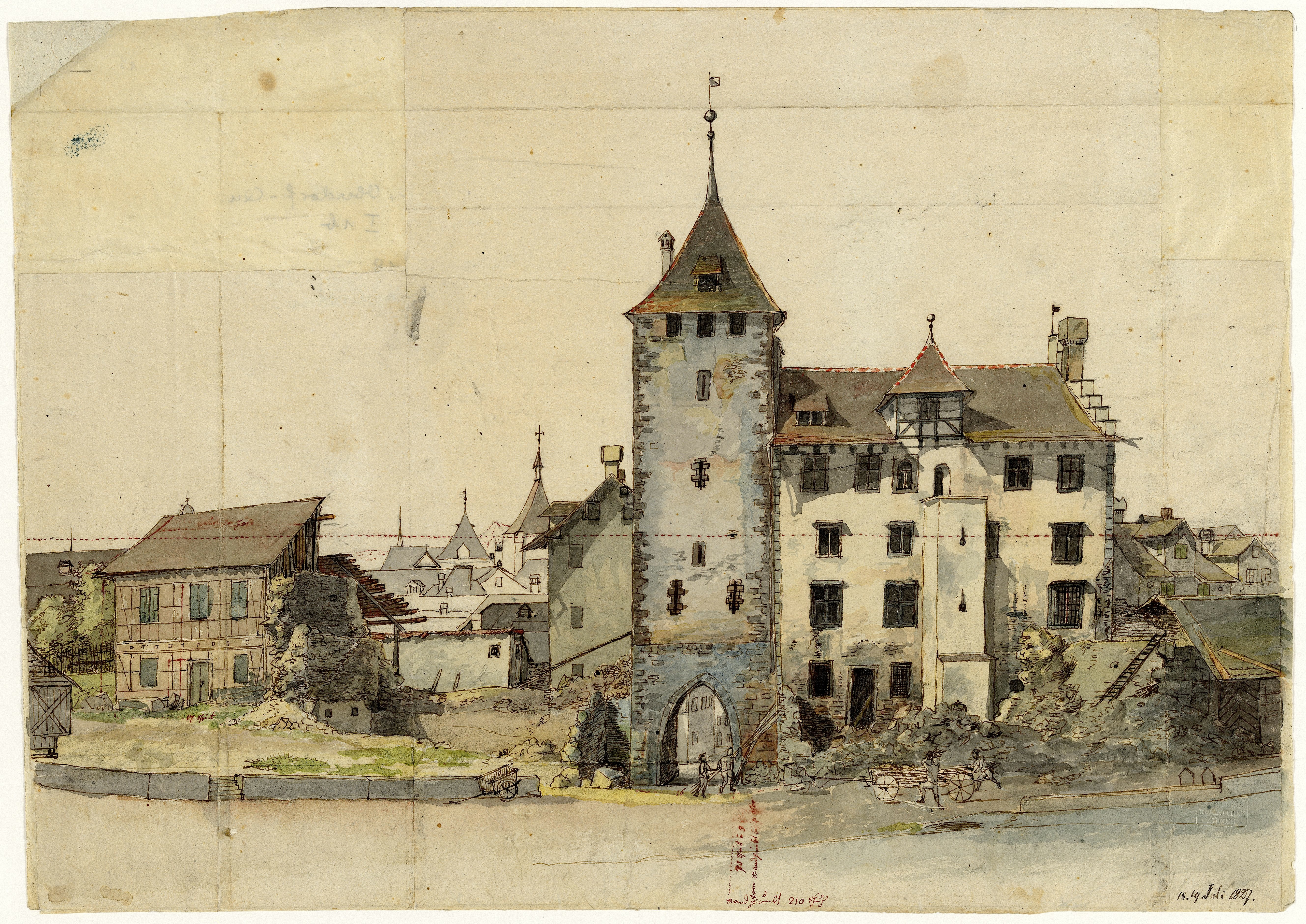
Abbruch des Neumarkttors im Juli 1827. Zeichnung von Heinrich Keller
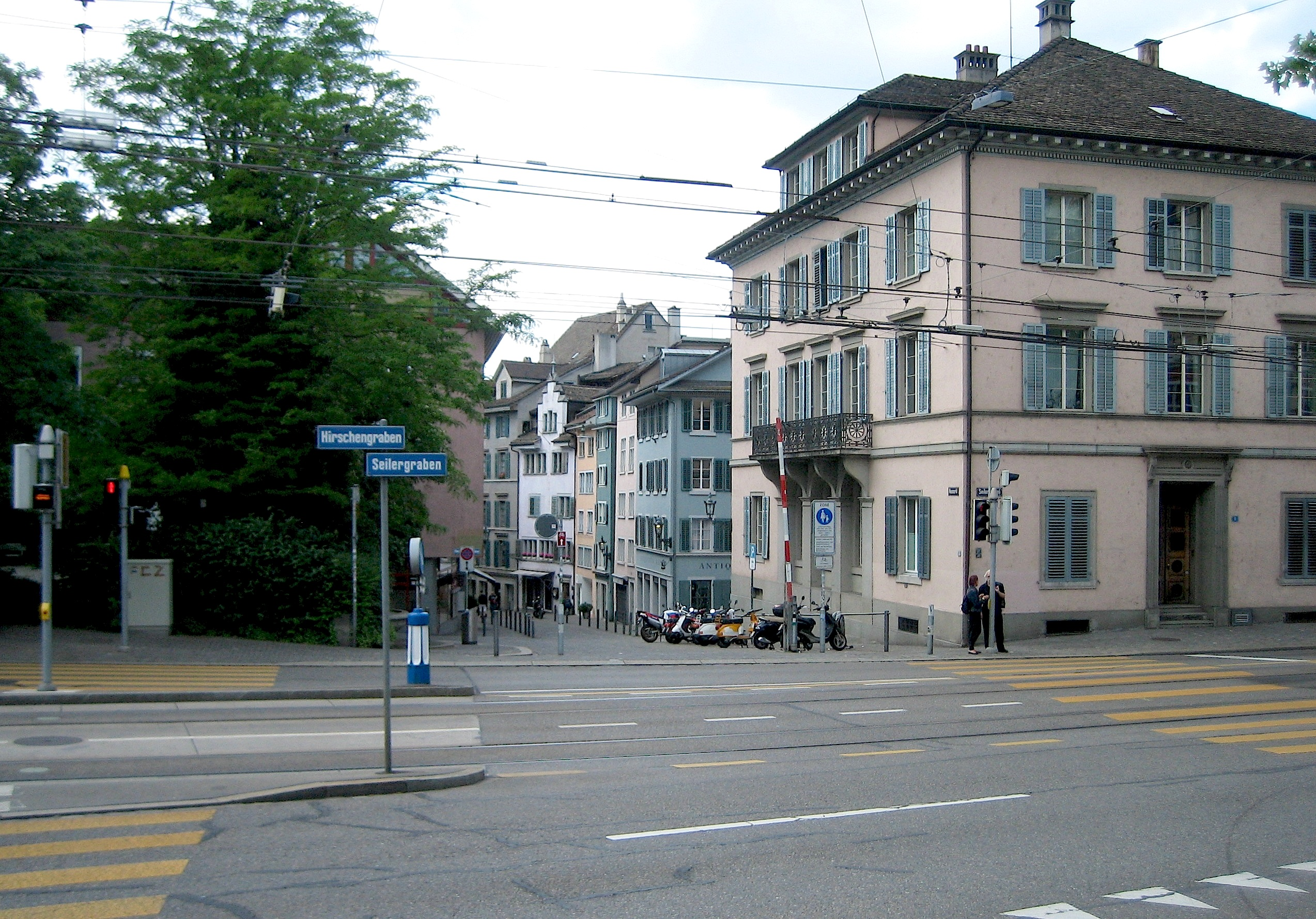
Gleiche Stelle 2009. Rechts das Haus «Zum Kronentor»